# Hydrelia sanguiflua
Hydrelia sanguiflua là một loài bướm đêm trong họ Geometridae.